# Sân bay quốc tế Triều Dương Xuyên Diên Cát
Sân bay Diên Cát là một sân bay (cảng hàng không, phi trường) ở Diên Cát, Cát Lâm, Cộng hòa Nhân dân Trung Hoa (IATA: YNJ, ICAO: ZYYJ).

## Các hãng hàng không và tuyến bay
- Air China (Bắc Kinh-Thủ Đô, Seoul-Incheon)
- Asiana Airlines (Seoul-Incheon)
- China Eastern Airlines (Thượng Hải-Phố Đông)
- China Southern Airlines (Bắc Kinh-Thủ Đô, Busan, Đại Liên, Quảng Châu, Seoul-Incheon, Thượng Hải-Hồng Kiều, Thẩm Dương, Trường Xuân, Yên Đài)
- Korean Air (Seoul-Incheon)
- Shanghai Airlines (Thanh Đảo, Thượng Hải-Hồng Kiều)